# Earle Kirton
Pas d'image ? Cliquez ici

a Compétitions nationales et continentales officielles uniquement.

b Matchs officiels uniquement.
Dernière mise à jour le 26 février 2024.
 Earle Weston Kirton, né le 29 décembre 1940 à Taumarunui (Nouvelle-Zélande), est un ancien joueur de rugby à XV qui a joué avec l'équipe de Nouvelle-Zélande. Il évoluait au poste de demi d'ouverture (1,78 m pour 82 kg). 

## Carrière
Il a disputé son premier test match avec l'équipe de Nouvelle-Zélande le 4 novembre 1967 contre l'équipe d'Angleterre, et son dernier test match contre l'équipe d'Afrique du Sud le 29 août 1970. 
Il fut ensuite entraîneur de la province de Wellington, remportant le titre NPC en 1986. Il fut entraîneur national en 1988, puis de 1992 à 1995.

## Palmarès
- Nombre de test matchs avec les Blacks : 13
- Nombre total de matchs avec les Blacks : 49